# 一乐天
一乐天为旧上海知名茶馆之一。
一乐天茶馆于1916年由朱年裕所建，位于南京东路613号二楼（南京东路、湖北路转角处）。1939年后由吴财贵等人经营。设有茶桌百余张，供应茶与小吃，同时还设有书场。抗日战争后这里成为上海板箱、电料零件、旧货五金、营造厂建筑及旧五金业等行业的茶会市场。1956年公私合营之后成为天韵酒楼。后又改为大三元酒家。